# مقاطعة بوتاواتامي (آيوا)
مقاطعة بوتاواتامي (بالإنجليزية: Pottawattamie County) هي إحدى مقاطعات ولاية آيوا في الولايات المتحدة الأمريكية.

## الجغرافيا
وفقًا لمكتب الإحصاء الأمريكي، تبلغ المساحة الإجمالية للمقاطعة 959 ميلًا مربعًا (2480 كيلومترًا مربعًا)، منها 950 ميلًا مربعًا (2500 كيلومترًا مربعًا) من اليابسة و8.9 ميلًا مربعًا (23 كيلومترًا مربعًا) (0.9%) من المياه. وهي ثاني أكبر مقاطعة في ولاية آيوا من حيث المساحة بعد مقاطعة كوسوث. تقع مقاطعة بوتاواتامي داخل تلال لوس في ولاية أيوا، وكانت موقع كانيسفيل على طول طريق المورمون
في عام 2023، حققت مقاطعة بوتاواتامي أعلى إنتاج للذرة في ولاية آيوا والولايات المتحدة، حيث أنتجت أكثر من 47 مليون بوشل.
بسبب حركة نهر ميسوري وحكم المحكمة العليا، يقع جزء من المقاطعة بحيرة كريتر، في الواقع على الجانب البعيد من نهر ميسوري. لا يمكن الوصول إلى هذا الجزء من المقاطعة عن طريق البر دون الدخول إلى نبراسكا؛ ولا يوجد جسر مباشر.